# Cryptocentrus cyanotaenia
Espèce
Cryptocentrus cyanotaenia est une espèce de poissons appartenant à la famille des Gobiidae.

## Description
Il mesure 11 cm et présente un dimorphisme sexuel : la femelle est rayée sur les flancs alors que le mâle ne l'est pas.

## Répartition
Océan Pacifique occidental, tropical.

## Maintenance en aquarium
| Origine         | Océan Pacifique | Eau           | Eau de mer                                                   |
| Dureté de l'eau | - °GH           | pH            | -                                                            |
| Température     | 24 à 27 °C      | Volume mini.  | -                                                            |
| Alimentation    | -               | Taille adulte | 11 cm                                                        |
| Reproduction    | -               | Zone occupée  | -                                                            |
| Sociabilité     | Pacifique       | Difficulté    | Assez facile, en aquarium d'invértébrés récifals, en couple. |